# Meteor
Meteór (tudi utrinek) je svetla sled, ki jo vidimo ob vstopu v atmosfero v Zemljino ozračje ali v atmosfero drugega nebesnega telesa. Ob tem vstopu doseže visoke hitrosti. Ta hitrost se giba med 11 000 km/h (čelno, v nasprotni smeri gibanja zemlje) do 70 km/s (od zadaj, v smeri gibanja zemlje) in več. S to hitrostjo doseže tako visoko temperaturo, da zažari in kmalu izpuhti. Zaradi zastojnega tlaka se za meteoroidom vije svetla sled. Če pa meteoroid ne izgori do površja zemlje, udari vanjo in preostalemu telesu pravimo meteorit. Pri tem nastane udarni krater (na primer Luna ima veliko takih kraterjev). V nekaterih nočeh se vidi od 50 do 100 in več meteorjev..........

## Ognjena krogla
Ognjena krogla je svetlejša kot običajni meteor. Mednarodna astronomska zveza je definirala ognjeno kroglo kot meteor, ki je svetlejši kot katerakoli zvezda (to pomeni, da je njegova magnituda večja ali enaka -4).
Mednarodna organizacija za meteorje (amaterska organizacija) ima bolj natančno definicijo ognjene krogle. Ta organizacija definira ognjeno kroglo kot meteor, ki bi imel magnitudo enako ali večjo od -3, če bi bil viden v zenitu .

## Bolid
Bolid je vrsta ognjene krogle, ki je tako močno svetla, da se lahko vidi tudi podnevi. V nekaterih primerih lahko tudi eksplodira.
Beseda izvira iz grške besede βολις (bolis), ki pomeni izstrelek ali blisk. Mednarodna astronomska zveza nima uradne definicije za bolid. Bolj pogosto izraz uporabljajo geologi kot pa astronomi. V geologiji pomeni